# Kostroma Coronae
Kostroma Coronae zijn coronae op de planeet Venus. De Kostroma Coronae werden in 2003 genoemd naar Kostroma, Oost-Slavische godin van de lente en vruchtbaarheid.
De coronae hebben een diameter van 230 kilometer en bevinden zich in het quadrangle Bereghinya Planitia (V-8).